# Taiwan Open 1992
Il Taiwan Open 1992 è stato un torneo di tennis giocato sul cemento. È stata la 4ª edizione del torneo, che fa parte della categoria Tier IV nell'ambito del WTA Tour 1992. Si è giocato a Taipei in Taiwan, dal 28 settembre - 4 ottobre 1992.

## Campionesse

### Singolare
Shaun Stafford ha battuto in finale  Ann Grossman con il punteggio di 6–1, 6–3

### Doppio
Jo-Anne Faull /  Julie Richardson hanno battuto in finale  Amanda Coetzer /  Cammy MacGregor con il punteggio di 3–6, 6–3, 6–2